# Nothing Is Lost (You Give Me Strength)
Nothing Is Lost (You Give Me Strength) è un brano musicale del cantante canadese The Weeknd, tratto dalla colonna sonora Avatar: The Way of Water, pubblicata il 15 dicembre 2022.

## Descrizione
Il brano è stato realizzato appositamente per il film Avatar - La via dell'acqua ed è stato scritto da The Weeknd stesso mentre per la parte musicale ha collaborato con il supergruppo svedese Swedish House Mafia e il compositore britannico Simon Franglen.
Secondo un comunicato stampa, il brano si propone di «restituire la dimensione epica dell'azione mozzafiato e del dramma contenuti nel film». In un'intervista per Complex, durante l'anteprima del film, il produttore cinematografico Jon Landau ha affermato che «quando (The Weeknd) è arrivato, gli Swedish House Mafia hanno ideato il concept della canzone ed hanno accettato di lavorare con il nostro compositore, Simon Franglen. Insieme, hanno realizzato qualcosa che risultasse sì come una canzone di The Weeknd, ma che potesse anche essere organica al nostro film. E questo è ciò che era importante per noi. Noi non volevamo soltanto qualcosa da aggiungere alla fine del film ma che sembrasse fuori contesto, ma che anzi lo abbracciasse».

## Promozione
Il 4 dicembre 2022 il cantante ha diffuso un teaser della colonna sonora attraverso i social network, allundendo al 16 dicembre come possibile data di uscita. Tre giorni più tardi sono stati resi disponibili nuove anteprime del brano all'interno di un trailer del film diretto da James Cameron.

## Video musicale
Il video, diretto da Quentin Deronzier, è stato reso disponibile il 16 gennaio 2023 attraverso il canale YouTube del cantante e mostra prevalentemente scene tratte dal film.

## Classifiche
| Classifica (2022-23) | Posizione massima |
| -------------------- | ----------------- |
| Canada               | 88                |
| Francia              | 140               |
| Stati Uniti          | 123               |